# Спецслужби
Спецслужби — загальна неофіційна назва правоохоронних служб, основна мета діяльності яких пов'язана з дотриманням правопорядку і заходів безпеки, як внутрішніх, так і поза межами держави. Покликаних здійснювати оперативно-розшукову діяльність, розвідку та контррозвідку, спеціальні операції і диверсії в інтересах держави та національних інтересів. У не цивілізованих, корумпованих країнах спецслужби зачасту обслуговують панівні еліти та їхніх протекторатів, займаються політичними репресіями та позасудовими убивствами, часто діють поза правовим полем своєї країни, а їхня діяльність на території інших держав є протизаконною.
У деяких країнах спецслужби мають особливу політичну вагу й можуть бути незалежним гравцем, впливати на політику та обрання (призначення) керівництва держави. Тенденція останніх років — посилення ролі спецслужб, дедалі більше втручання їх у приватне життя громадян та маніпуляція суспільними процесами. 
Спецслужби можна умовно розділити на дві групи: 
- розвідувальні
- внутрішньої безпеки.

Завданням розвідувальних органів є здобуття важливої інформації та дезінформація аналогічних структур ворожих держав. Органи внутрішньої безпеки гарантують безпеку громадянам і стабільність владі країни.
Спецслужби гарантують:
- аналіз усіх сфер дотичних до безпеки держави;
- завчасне попередження кризових явищ;
- державний кризовий менеджмент;
- інформаційне забезпечення для планування бойових дій міністерства оборони;
- захист власної конфіденційної інформації та інформації інших державних органів;
- вплив на суспільні процеси з метою дотримання національних інтересів.

В Україні функції спецслужб покладені на такі структури:
- ГУР — Головне управління розвідки Міністерства оборони (воєнна розвідка);
- СЗР — Служба зовнішньої розвідки;
- СБУ — Служба безпеки України (контррозвідка та внутрішня безпека);
- Управління розвідки Адміністрації Державної прикордонної служби України.

Певною мірою до спецслужб можна віднести і УДО (Управління державної охорони) — колишнє «9 управління КДБ СРСР», що займається забезпеченням охорони перших осіб держави.